# Пригоди Кроша (фільм)
«Пригоди Кроша» — радянський художній фільм 1961 року режисера Генріха Оганесяна за сценарієм і однойменною книгою Анатолія Рибакова.

## Сюжет
Дев'ятикласники проходять літню практику на автобазі. Незабаром на базі відбувається надзвичайна подія: зі складу пропадають нові амортизатори. Один з учнів, Сергій Крашенинников на прізвисько «Крош», вирішує будь-що-будь знайти причини непорозуміння.

## У ролях
- Микола Томашевський —  Крош
- Андрій Юренев —  Ігор
- Микита Михалков —  Вадим
- І. Погребенко —  Шмаков Петро
- В. Бєлякова —  Майка
- Є. Логінова —  Надя
- В. Суханов —  Полекутін
- М. Сусуєв —  Таранов
- Микола Парфьонов —  Володимир Георгійович, директор автобази
- Світлана Балашова —  Віра Семечкіна, подруга Наді
- Володимир Кашпур —  Дмитро Олексійович Зуєв, шофер
- Володимир Калмиков —  Лагутін, слюсар
- Ніна Шатернікова —  Наталя Павлівна, класна керівниця
- Лариса Лужина —  Зіна
- Савелій Крамаров —  Івашкін, шофер
- Ігор Бєзяєв —  Єгорович
- Ігор Ясулович —  танцюрист в окулярах
- Георгій Тусузов —  свідок

## Знімальна група
- Режисер — Генріх Оганисян
- Сценарист — Анатолій Рибаков
- Оператори — Віталій Гришин, Василь Дульцев
- Композитор — Андрій Волконський
- Художник — Олександр Вагічев